# Парк, Макс
Макс Парк (англ. Max Park; род. 28 ноября 2001 года) — американский спидкубер. Обладатель 85 мировых рекордов.

## Биография
Родился 28 января 2001 года в городе Серритос (Лос-Анджелес, США).
Макс Парк страдает аутизмом и использует спидкубинг для развития своих социальных навыков и мелкой моторики.

### Карьера в спидкубинге
Макс Парк начал заниматься спидкубингом в 2012 году и в том же году принял участие в своём первом соревновании. На своём втором соревновании Пак выиграл соревнования в формате 6×6×6.

#### Чемпионаты мира
На чемпионате мира 2017 года в Париже Парк победил в категориях 3×3×3 и 3×3×3 одной рукой и занял 3-е место в категориях 5×5×5 и 6×6×6. На чемпионате мира 2019 года в Мельбурне Парк победил в категориях 4×4×4, 5×5×5, 6×6×6, 7×7×7, и 3×3×3 одной рукой. На том соревновании занял 4-е место в финале 3×3×3, выиграв первые три раунда.

#### Национальные чемпионаты
Парк является 2-кратным национальным чемпионом США в соревнованиях 3×3×3, 3-кратным чемпионом в соревнованиях 4×4×4, 2-кратным чемпионом в соревнованиях 5×5×5, чемпионом 2018 года в соревнованиях 6×6×6, чемпионом 2018 года в соревнованиях 7×7×7 и 2-кратным чемпионом чемпион в единоборствах 3×3×3.

## Фильмография
- The Speed Cubers (документальный фильм)[7]